# David Sommeil
David Sommeil (Pointe-à-Pitre, 10 agosto 1974) è un ex calciatore francese, difensore.

## Palmarès

### Club

#### Competizioni nazionali
- Coppa di Lega francese: 1

Bordeaux: 2001-2002